# Éric VII de Suède
Erik VII (Erik Stenkilsson) est roi de Suède en 1066/1067.
Erik VII est sans doute un fils du roi Stenkil de Suède, il est dans ce cas un frère ou demi-frère de Halsten de Suède et de Inge Ier de Suède. Il succède à son père vraisemblablement sur le Götaland, pendant qu'un roi homonyme, Erik Hedningen, règne sur  le Svealand, probablement un usurpateur.
Adam de Brême relate dans son Histoire des archevêques de Hambourg, qu'en 1066, sans plus de précision, « trépassa le très chrétien roi Stenkil et que deux prétendants au trône nommés l'un et l'autre Erik se disputèrent le royaume et que toute la noblesse de Suède aurait dit-on péri dans la guerre. Les deux rois y tombèrent aussi  ».